# District de Yeoncheon
Le district de Yeoncheon est un district de la province du Gyeonggi, en Corée du Sud. 
Le village de Jeongok est connu pour organiser chaque année le festival paléolithique de Yeoncheon.